# Francesca Soro
Francesca Soro (Sassari, 17 febbraio 1988) è una calciatrice italiana, difensore del Tharros.

## Carriera
Francesca Soro cresce calcisticamente nelle giovanili della Torres, tesserandosi con la società sassarese all'età di 14 anni.
Veste la maglia rossoblu fino al termine della stagione 2008-2009, totalizzando 30 presenze in campionato.
Nell'estate 2009, viene ceduta in prestito alla Roma, neopromossa in Serie A, con la quale rimane una sola stagione contribuendo alla conquista della 5ª posizione nel campionato 2009-2010 e finendo l'annata con 16 presenze su 22 incontri.
L'anno successivo viene nuovamente ceduta in prestito, stavolta all'Orlandia97, neopromossa in Serie A. La stagione 2010-2011 però si conclude al 14º posto, ed una nuova retrocessione in A2. Soro decide comunque di rimanere in Sicilia e l'Orlandia riscatta il cartellino della giocatrice a titolo definitivo. Il campionato successivo vedrà la società siciliana terminare al 3º posto in Serie A2: Soro lascia la squadra a fine stagione con 28 presenze complessive.
Nell'estate 2012 sottoscrive un contratto con il Chiasiellis, società della provincia di Udine che le offre l'opportunità di giocare nuovamente nella massima serie. La stagione 2012-2013 si rivela impegnativa riuscendo a conquistare il 10º posto che vale la salvezza ma la successiva, la 2013-2014, anche a causa della riorganizzazione dei campionati le biancoazzurre sono tra le sei società che retrocedono in Serie B, quest'ultima ritornata ad essere il secondo livello del campionato di calcio femminile. Problemi societari costringono tuttavia il Chiasiellis a non presentare l'iscrizione alla cadetteria ed a svincolare così tutte le sue giocatrici. Soro conclude dunque la sua avventura friulana con 55 presenze e 3 gol segnati.
A fine estate 2014 trova un accordo con l'Inter, anch'essa tra le società retrocesse dalla Serie A nella stagione precedente, dove rimane solo una stagione congedandosi con un tabellino personale di 12 presenze in campionato.
Durante il calciomercato estivo 2015 coglie l'opportunità offertale dalla Pink Sport Time per tornare a giocare in Serie A dalla stagione 2015-2016, rimanendo anche in quella successiva dopo la retrocessione in Serie B.
Dopo aver giocato per sei stagioni consecutive alla Pink Sport Time, Soro si è trasferita all'estero per la prima volta nella sua carriera agonistica, andando a giocare in Spagna al Saragozza.
Tornata in Italia durante la pausa estiva di calciomercato 2022, si accorda con l'Arezzo per vestire la maglia amaranto durante la stagione entrante, contribuendo a far raggiungere alla squadra un'agevole salvezza, per poi decidere di rientrare nella natia Sardegna proseguendo l'attività in Serie C con il Tharros.

## Palmarès

### Club
- Campionato italiano di Serie B: 1

Pink Sport Time: 2016-2017